# (14734) Susanstoker
(14734) Susanstoker (2000 DZ78) – planetoida z pasa głównego asteroid okrążająca Słońce w ciągu 3,52 lat w średniej odległości 2,31 j.a. Odkryta 29 lutego 2000 roku.